# ウィローグレン
ウィローグレン（英語: Willow Glen） は、アメリカ合衆国カリフォルニア州サンタクララ郡サンノゼ市に位置する高級住宅街である。サウスベイには珍しく、徒歩で散策をできる並木道リンカーンアベニュー(Lincoln Avenue)があり、歴史のある趣のある建築、ショップ、レストランが軒を連ねる。週末にはファーマーズマーケットが開催され、地元の生鮮食品や、アーティストの作品が販売される。サンノゼのダウンタウンに至近でありながら、犯罪率の低さ、趣のある閑静な住宅街であり、住宅市場では人気であり、地価の高さで有名である。

## 地理
ウィローグレンは郵便番号95124、95125、95126の三地域に跨っている。
北は高速道路280号線、東は高速道路87号線、西はレイ通り(Leigh Avenue)、南はフォックスワーシー通り(Foxworthy Avenue)に囲まれたエリアである。

## 芸術と建築
ウィローグレンにはユニークな建築が並んでおり、歩き回る事で様々な景色を楽しむ事ができる。ウイローグレンの最もよい楽しみ方は、徒歩である。
代表的な建築様式は、ヴィクトリア建築、新古典主義建築（クイーンアンコテージ、ネオコロニアル建築）、コロニアル・リヴァイヴァル建築、クラフトマン建築、ミッション建築、プレーリー建築、スパニッシュ建築、チューダー様式である。

## 交通

### 公共交通
ウィローグレン中心部には駅はないが、路面電車によって近くまで来る事ができる。フルーツデール駅, レース駅, タミエン駅そして、 バージニア駅 が利用可能。

## 年間行事

### 大通り舞踊祭
大通り舞踊祭（Dancin' On The Avenue (DOTA)） は、ウィローグレンで毎年夏に行われる行事で、リンカーン通りで行われる。

### 開拓者の日
開拓者の日（Founder's day）は9月の行事である。この祭りでは、ウイローグレンの歴史、文化、現在、地域を祝う。

### クリスマスライトアップ

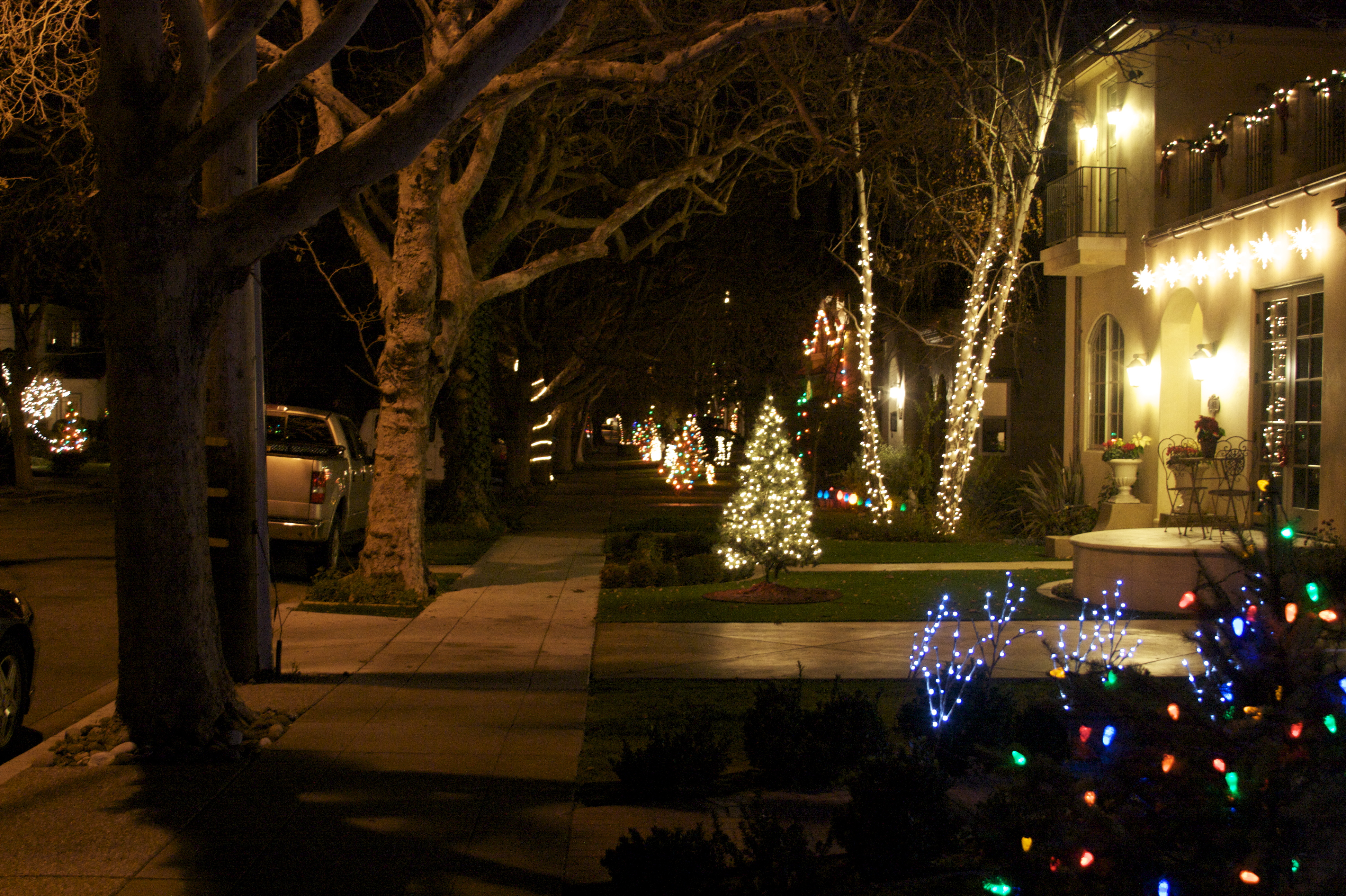
ウィローグレンのクリスマス飾り付けの例

ウィローグレンの住民は、クリスマスシーズンになると、チャーリーブラウンツリーと呼ばれる木に飾り付けをする風習がある。また、これとは別に、クリスマスシーズンになると、各家庭が競って電飾の飾り付けを行うことがよく知られており、一目見ようと他地域からカメラを持参して車で訪れる人も多い。

## 景観

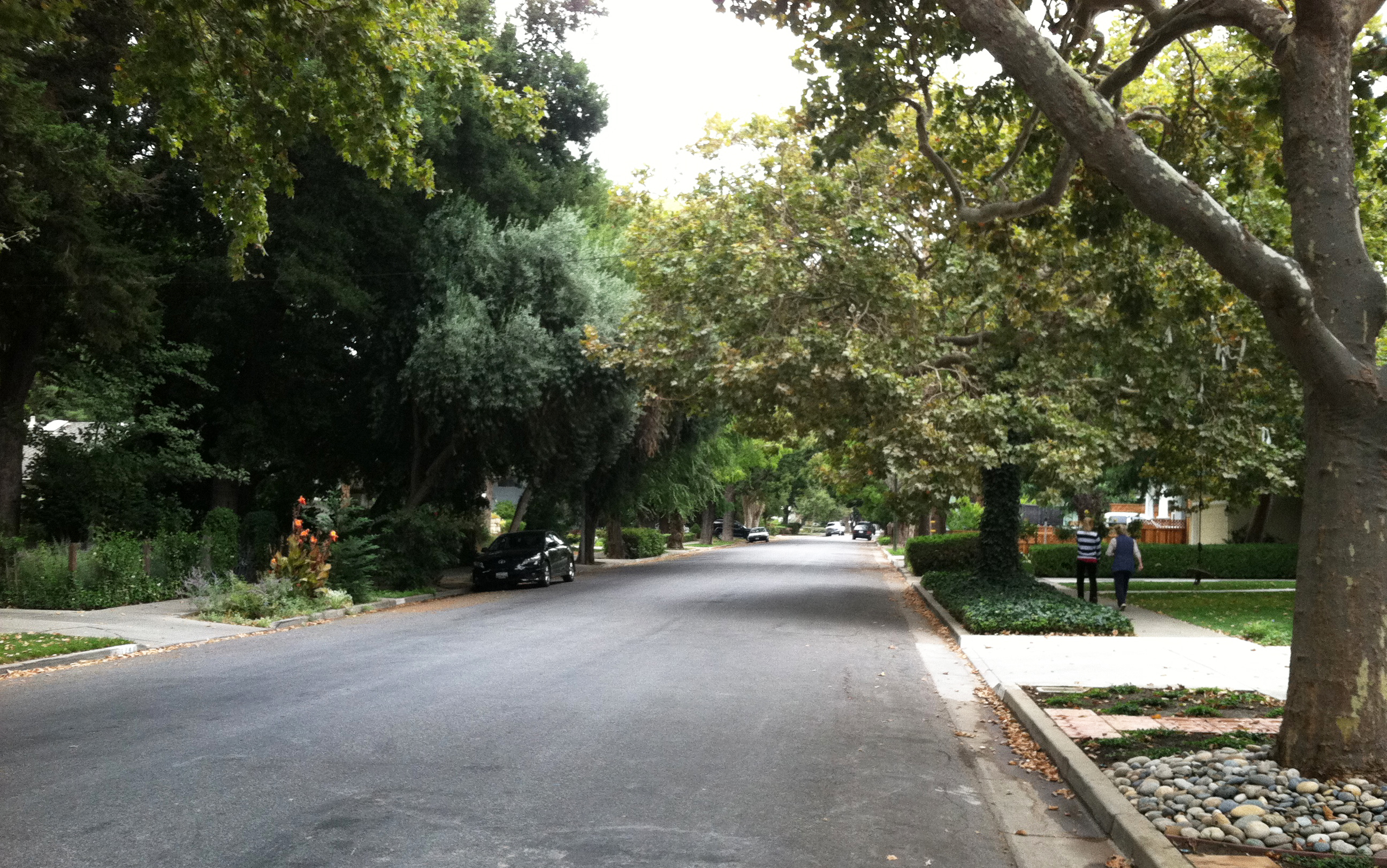
チェリー通り周辺